# Stellenberg

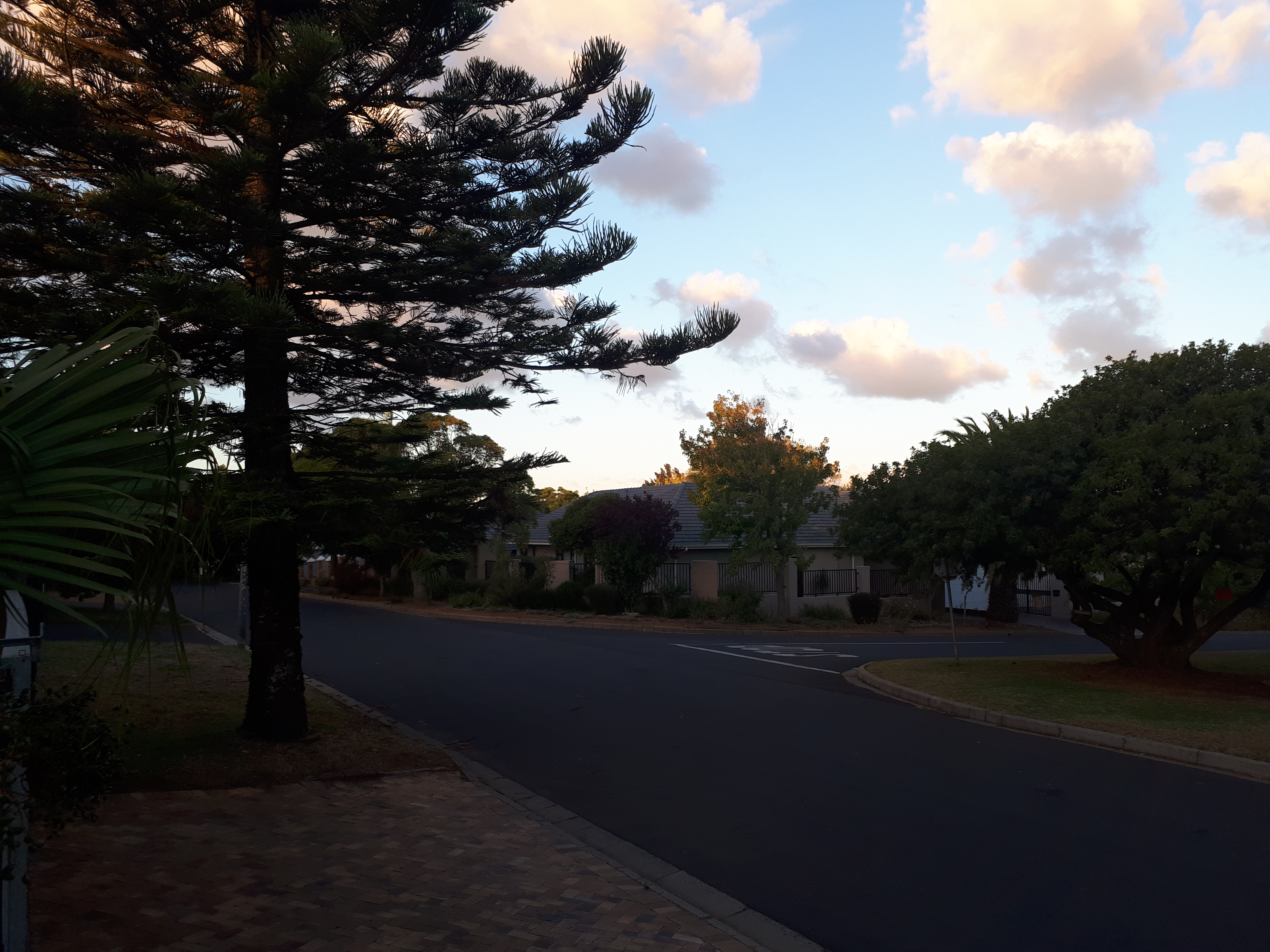
Alberi nello Stellenberg a Bellville

Stellenberg è un sobborgo di Bellville nella provincia del Capo occidentale in Sudafrica. 

## Denominazione e storia
Il sobborgo prende il nome dalla fattoria originaria da cui si è sviluppato. La fattoria si chiamava Stellenburgh (in seguito cambiata in Stellenburg), e nel 1705 era originariamente di proprietà di Johannes (Joan) Blesius. Blesius scelse il nome per la presenza del monte Stellenbosch che era visibile dalla fattoria. Il nome Stellenbosch fu dato dal governatore della Colonia del Capo, Simon van der Stel. A Blesius è stato assegnato un premio per la fattoria da Willem Adriaan van der Stel (figlio del governatore Simon van der Stel). Blesius (1606 – 1711) proveniva da Breukelen, nei Paesi Bassi. La terra risentì della giurisdizione di de Kuijlen. Nel 1707 Jacobus van der Heijden divenne proprietario della terra. La terra rimase sotto la proprietà della famiglia van der Heijde fino a quando venne acquistata da JF de Kock. JF de Kock fu proprietario fino al 1736, quando furono assegnate a Hilletjie Olivier che morì nel 1765. Il 3 gennaio 1882 passò nelle mani di John Starke e in seguito trasferita a Jacob Jacobus Hamman. Nel 1883 la possedeva Charl Marais che la vendette a Maria Elizabeth Green (1856 – ?). Nel 1898 Hermanus Lambertus Bosman de Waal (21 settembre 1863 – ?) la acquistò per poi venderla a Francois Stephanus de Villiers nel 1899. Nel XX secolo fu ceduta a Old Mutual e nel 1969 incominciò lo sviluppo residenziale. Stellenburg divenne quindi Stellenberg.

## La zona
Nel luglio del 1969 questa terra fu resa disponibile allo sviluppo residenziale. Era necessario sviluppare l'area, poiché Eversdal, l'area adiacente a Bellville, si stava espandendo ed era l'estensione naturale di quella zona. 

## Stellenberg odierna
Oggi è situato nei pressi della N1, vicino ai centri commerciali e alle scuole. 
Nella zona è situata la Stellenberg High School e ad Eversdal nella parte adiacente di Bellville, si trova la Eversdal Primary School. Nel sobborgo è presente una delle scuole Montessori chiamata Beehive.

## Espansione
Nei dintorni di Stellenberg furono fondati altri sobborghi: Stellenrigde, Stellenryk, Ridgeworth 

## Denominazione stradale
- Old Mutual street prende il nome dagli ultimi proprietari terrieri Old Mutual. La strada che divide Eversdal e Stellenberg si chiama Mountain View in quanto ha una vista verso la montagna della Tavola.
- Nel settembre 1969 al tempo dello sviluppo di Stellenberg avvenne un terremoto[14] con epicentro su Tulbagh. Come ricordo di questo evento, una strada venne denominata Tulbagh. Questa strada, insieme a Vredekloof Street nel Vredekloof a Brackenfell, è nota per l'uccello cape robin-chat comunemente conosciuta come Janfrederik.[15]
- I bastioni del castello di Buona Speranza vennero ricordati con la denominazione delle strade Leerdam, Buren, Katzenellenbogen e Nassau.[16]
- Il naufragio della Nieuwe Haarlem, una nave olandese nel 1647, venne ricordato con la via Haarlem. Il Nieuwe Haarlem è stato il capostipite del viaggio di Jan van Riebeeck per l'istituzione del Sudafrica.[17]
- Culemborg, la città olandese originaria di Jan van Riebeeck, si riflette in una strada con lo stesso nome (33°52′10.2″S 18°39′17.64″E).

## Residenti illustri
- Rassie Erasmus allenatore di rugby della squadra nazionale di rugby del Sudafrica[18]
- Braam Hanekom, moderatore della chiesa riformata olandese[19]

## Eventi culturali
Kyknet ha prodotto serie televisive drammatiche intitolate "Sara se geheim (il segreto di Sara)", in parte girato nel sobborgo. Si sono avvalsi di un mercato ittico locale della zona per girare le scene del film.